# Ultimo Dragon
Pour les articles homonymes, voir Ultimo (homonymie).
Yoshihiro Asai (浅井 嘉浩, Asai Yoshihiro), (né le 12 décembre 1966 à Nagoya), est un catcheur (lutteur professionnel), promoteur et entraîneur de catch japonais connu sous le nom de ring d'Último Dragón (ウルティモ・ドラゴン, Urutimo Doragon).
Il débute à la New Japan Pro Wrestling en 1987, mais il quitte cette fédération pour suivre son mentor Gran Hamada au Mexique où il lutte à la Universal Wrestling Association puis à la Empresa Mexicana de la Lucha Libre / Consejo Mundial de Lucha Libre.  
Il retourne au Japon au début des années 1990 pour travailler à la New Japan Pro Wrestling et y remporte le championnat poids lourd junior International Wrestling Grand Prix (IWGP).

## Carrière de catcheur

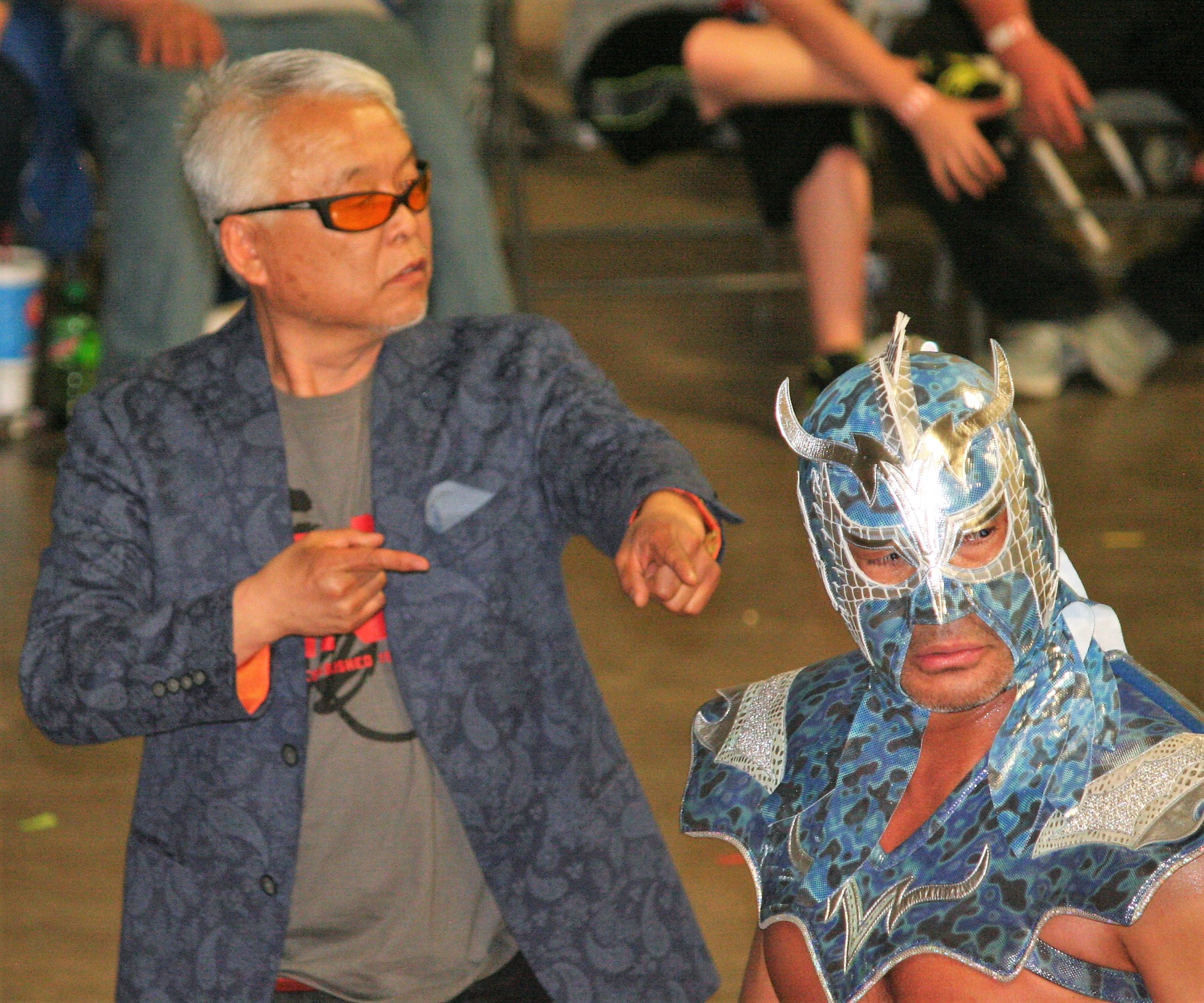
Ultimo Dragon & Sonny Onoo.

### Débuts
Asai s'entraine pour devenir catcheur au dojo de la New Japan Pro Wrestling. Les entraineurs le trouve trop petit et il quitte le Japon pour le Mexique. 
Il lutte d'abord à la Universal Wrestling Association (UWA) sous son véritable nom et y remporte le championnat du monde des poids welters de l'UWA le 29 juillet 1988 après sa victoire face à Ray Richard,. Son règne prend fin le 9 octobre après sa défaite face à Charles Lucero. 
En 1990, il détient à deux reprises le championnat des poids moyen de la UWA. D'abord du 6 avril au 21 mai puis du 4 juin au 28 décembre,,. 
En 1991, il commence à porter un masque et se fait appeler Último Dragón. Antonio Peña (en), le booker de la Empresa Mexicana de la Lucha Libre, le présente comme le dernier élève de Bruce Lee.
Il retourne au Japon en 1992 et lutte dans diverses fédérations comme la Wrestle Association-R et à la New Japan Pro Wrestling,. C'est à la New Japan qu'il remporte le championnat poids lourd junior International Wrestling Grand Prix (IWGP) le 22 novembre en battant El Samurai. Son règne prend fin le 4 janvier 1993 après sa défaite face à Jushin Thunder Liger.

### World Championship Wrestling (1996-1998)
En 1996, il rejoint la World Championship Wrestling sous le nom de Ultimate Dragon. En 1999, à la suite d'une blessure au bras, il annonce qu’il met fin à sa carrière.
Il se retire et fonde la populaire fédération Toryumon au Japon et le Ultimo Dragon Gym au Mexique où il apprendra à de jeunes « futurs lutteurs » ses techniques asiatiques et la lucha libre. Plusieurs mois plus tard, il a trouvé un chirurgien qui a corrigé les dommages à ce nerf. Durant son passage à la WCW, il gagna trois fois les titres Cruiserweight et deux fois le titre World Television Championship entre 1996 et 1998.

### World Wrestling Entertainment (2003-2004)
Au printemps de 2003, il rejoint la World Wrestling Entertainment. Et participe au WrestleMania. Lors de ses débuts il rencontre Rey Mysterio. Asai remporte son premier match contre Rico, Crash Holly et Shannon Moore, et entre à SmackDown. Son premier match télévisé est au  Madison Square Garden le 26 juin 2003, épisode of SmackDown! dans un match contre Shannon Moore. Durant l'été, il participe au tournoi pour le WWE United States Championship en battant Jamie Noble mais perd face au futur champion Eddie Guerrero. Il fait face à Rey Mysterio dans une série de matchs à SmackDown. Dragon remporte l'un de ses matchs mais  Tajiri interfère et demande à Dragon de reconnaître son héritage japonais. La semaine suivante, il fait alors équipe avec Rey Mysterio mais perdent face à Tajiri et Nunzio. Il participe au Wrestlemania XX Open Cruiserweight Championship et élimine Shannon Moore avec son Asai DDT mais se fait ensuite éliminer par Jamie Noble. Son contrat se termine alors en 2004.

### Retour au Japon et au Mexique
En mai 2004, il participe au New Japan Tour et occasionnellement catche pour le Consejo Mundial de Lucha Libre. Il prend part pour peu de temps à une promotion indépendante la Dragondoor. Il crée son école appelé Toryumon school ses étudiants sont Hajime Ohara, Kazuchika Okada, Magnum Tokyo, Kaz Hayashi, Pequeño Ninja et Dragon Kid, Son meilleur élève.
Le 15 décembre, il bat Yoshinobu Kanemaru et remporte le AJPW World Junior Heavyweight Championship. Le 29 mai 2014, il perd le titre contre Atsushi Aoki.
Le 22 mars 2015, lui et Yoshinobu Kanemaru battent Mitsuya Nagai et Takeshi Minamino et remportent les AJPW All Asia Tag Team Championship.

### Nu-Wrestling Evolution
Il combat actuellement a la NWE. Là-bas, il a eu une feud avec Black Dragon et l'a même démasqué  et découvre alors qu'il s'agit d'Hajime Ohara, son ex-élève. Lors de Dragonmania IV, il continue sa feud avec Ohara et le rase (d'après la stipulation du match:Cheveux contre masque). Il est aussi le partenaire de Justin Credible.

### Michinoku Pro Wrestling
Lors de Michinoku Pro 20th Anniversary Vol. 1 - Tag 2, Kesen Numagirolamo et lui battent Kebai et Rasse pour conserver les MPW Tokohu Tag Team Championship.

### Retour à la Dragon Gate (2019-...)
Le 4 décembre, il bat Eita par disqualification après que ce dernier lui est enlevé son masque, après cela il se fait attaquer par R.E.D jusqu’à que ces anciens élèves Masato Yoshino et Naruki Doi ne viennent le sauver. Les démons masqués verts et rouges ont été forcés de participer au match, obligeant Eita, les démons masqués verts et rouges à affronter Dragón, Doi et Yoshino dans un match gagné par les membres de R.E.D, après que Kaito Ishida se soit révélé être le démon masqué vert, se retournant contre MaxiMuM.
En décembre, sa rivalité avec R.E.D dégénère en une "Guerre Des Générations" contre Dragon Gate et R.E.D, il décide donc avec ses anciens élèves "brother" YASSHI, Don Fujii, Dragon Kid, Genki Horiguchi, Kagetora, K-ness, Keni'chiro Arai, Konomama Ichikawa, Masato Yoshino, Naruki Doi, Ryo Saito, Shachihoko BOY, Super Shisa et Yasushi Kanda de former le groupe Toryumon.

## Prises de finition et Favorites
Prises de Finition :
- - Asai Moonsault DDT (Moonsault en s'appuyant sur les cordes puis Falling Inverted DDT) (Créateur)
  - Dragon Sleeper
  - Dragon Tornado / Cancún Tornado (Corkscrew Moonsault)
  - Dragon Steiner (Il se met dos à l'adversaire qui est sur le coin puis fait un frankeinsteiner en tournant devant lui) (Créateur)
  - Dragon Bomb (Slingshot Running sitout powerbomb)
  - Dragon DDT/Asai DDT (Standing Shiranui) (Créateur)
  - Dragon Cyclone Press (450° Splash) (à ses débuts, utiliser comme mouvement occasionnel par la suite)

Prises Favorites :
- - La Majistràl
  - Kick Combo
  - Belly to belly Piledriver
  - Superplex
  - Spinebuster suivi d'un Giant Swing
  - STF
  - Sharpshooter
  - Dragon Suplex
  - Tiger Suplex

- Équipes et clans
  - Toryumon (2019-...)

## Palmarès
- All Japan Pro Wrestling
  - 2 fois AJPW World Junior Heavyweight Championship
  - 1 fois AJPW All Asia Tag Team Championship avec Yoshinobu Kanemaru

- Consejo Mundial de Lucha Libre
  - 2 fois NWA World Middleweight Championship
  - 2 fois NWA World Welterweight Championship

- Michinoku Pro
  - 1 fois British Commonwealth Junior Heavyweight Championship
  - 1 fois Tohoku Tag Team Championship avec Jinsei Shinzaki

- Michinoku Pro Wrestling
  - 1 fois MPW Tohoku Tag Team Championship avec Kesen Numagirolamo (actuellement)

- New Japan Pro Wrestling
  - 2 fois IWGP Junior Heavyweight Championship
  - 1 fois NWA World Junior Heavyweight Championship
  - 1 fois WWF Light Heavyweight Championship

- Universal Wrestling Association (Mexico) 
  - 2 fois UWA World Junior Light Heavyweight Championship
  - 5 fois UWA World Middleweight Championship
  - 1 fois UWA World Welterweight Championship

- World Championship Wrestling
  - 2 fois WCW Cruiserweight Championship
  - 2 fois WCW World Television Championship

- World Wrestling Association
  - 1 fois WWA World Junior Light Heavyweight Championship

- Wrestle Association R
  - 3 fois WAR International Junior Heavyweight Championship
  - 1 fois WAR World Six-Man Tag Team Championship avec Nobutaka Araya et Genichiro Tenryu

## Récompenses des magazines
- Pro Wrestling Illustrated

| Année | 1991 | 1992 | 1993 | 1994 | 1995 | 1996 | 1997 | 1998 | 1999 à 2002 | 2003 | 2004 | 2005 | 2006 | 2007 | 2008 | 2009       | 2010 | 2011 | 2012 | 2013 | 2014 | 2015 | 2016 | 2017 | 2018 | 2019 | 2020 à 2021 | 2022 |
| ----- | ---- | ---- | ---- | ---- | ---- | ---- | ---- | ---- | ----------- | ---- | ---- | ---- | ---- | ---- | ---- | ---------- | ---- | ---- | ---- | ---- | ---- | ---- | ---- | ---- | ---- | ---- | ----------- | ---- |
| Rang  | 291  | 226  | 77   | 76   | 99   | 41   | 12   | 20   | Non classé  | 47   | 134  | 209  | 95   | 213  | 315  | Non classé | 386  | 23   | 120  | 217  | 221  | 270  | 330  | 356  | 298  | 394  | Non classé  | 465  |

- Wrestling Observer Newsletter awards
  - Meilleur prise de catch en 1996 (pour le Dragon Bomb)
  - Catcheur le plus sous-estimé en 2003
  - Membre du Wrestling Observer Hall of Fame intronisé en 2004